# 酮醛
酮醛是分子中既带有酮基又带有醛基的二羰基有机化合物。

丙酮醛，最简单的酮醛

苯甲酰甲醛，也称为苯乙酮醛，是最简单的芳香酮醛

根据是否带芳香基团可分为芳香族酮醛，如苯乙酮醛，和脂肪族酮醛，如丙酮醛。
根据酮基与醛基的相对位置，可以分为α-酮醛、β-酮醛、γ-酮醛等，其中β-酮醛具有烯醇式的互变异构，形成对应的α,β-不饱和羰基化合物，如3-丁酮醛会异构为3-羟基丁烯醛。